# 三重県道661号二本木一志線
三重県道661号二本木一志線（みえけんどう661ごう にほんぎいちしせん）は、三重県津市を通る一般県道である。

## 概要
津市白山町二本木から津市一志町大仰に至る。

### 路線データ
- 起点：三重県津市白山町二本木（字徳田783-4番地先[1][2]：大三交差点、国道165号交点、三重県道662号藤大三停車場線上）
- 終点：三重県津市一志町大仰（字堂垣内1065番地先[1][2]：三重県道549号石橋停車場線交点）

## 歴史
- 1959年（昭和34年）
  - 1月25日 - 認定[3]

起点：三重県一志郡白山町大字二本木
終点：三重県一志郡一志町
  - 3月31日 - 道路区域の決定[4]
  - 5月19日 - 道路の供用開始[5]

- 三重県一志郡白山町大字二本木字徳田586番地先から三重県一志郡一志町大字大仰字小川3016の1番地先を経て三重県一志郡一志町大字大仰字堂垣内1065番地先まで（延長4.47 km）

- 2007年（平成19年）4月1日 - 県道の路線認定の一部改正[6]（自治体合併に伴う変更）

起点：三重県津市白山町二本木
終点：三重県津市

## 路線状況

### 重複区間
- 三重県道662号藤大三停車場線（津市白山町二本木・大三交差点（起点） - 津市白山町二本木）

## 地理

### 通過する自治体
- 三重県

- 津市

### 交差する道路
| 交差する道路                                       | 交差する場所 | 交差する場所      |
| -------------------------------------------------- | ------------ | ----------------- |
| 国道165号 三重県道662号藤大三停車場線 重複区間起点 | 白山町二本木 | 大三交差点 / 起点 |
| 三重県道662号藤大三停車場線 重複区間終点           | 白山町二本木 |                   |
| 三重県道549号石橋停車場線                          | 一志町大仰   | 終点              |

### 沿線
- 近鉄大阪線 大三駅
- 津市立大三小学校
- 津市立大井小学校
- 豊田照明 三重工場
- 一志ゴルフ倶楽部